# 칸 리서치 래버러토리스 FC
칸 리서치 래버러토리스 FC(Khan Research Laboratories Football Club)는 파키스탄 라왈핀디를 연고지로 하는 축구 클럽으로 파키스탄 프리미어리그 최다 우승팀이며 쇼아이브 악타르 스타디움을 홈 그라운드로 사용하고 있다.

## 역사
1995년 창단한 이후 현재까지 파키스탄 프리미어리그에서만 무려 5번의 우승을 거머쥐었고 내셔널 챌린지컵에서도 무려 6번의 정상 탈환을 이뤄냈으며 AFC 챌린지리그에는 4번 참가하여 이 중 2013년 대회에서 준우승을 차지하면서 파키스탄 축구 역사상 아시아 클럽 대항전 역대 최고 성적을 거두었다.

## 성적
- 파키스탄 프리미어리그 : 우승 (2009-10, 2011-12, 2012-13, 2013-14, 2018-19), 준우승 (2010-11), 3위 (2004-05, 2005-06, 2006-07, 2007-08, 2008-09)
- 파키스탄 내셔널 챌린지컵 : 우승 (2009, 2010, 2011, 2012, 2015, 2016), 준우승 (1999, 2008)
- AFC 챌린지리그 : 준우승 (2013)

## 역대 감독
| 감독          | 임기   |
| ------------- | ------ |
| 무하마드 에사 | 2023 ~ |